# (72558) 2001 ER5
(72558) 2001 ER5 – planetoida z pasa głównego asteroid okrążająca Słońce w ciągu 5,75 lat w średniej odległości 3,21 j.a. Odkryta 2 marca 2001 roku.